# لائو وای لیم
لائو وای لیم (انگلیسی: Lau Wai Lim؛ زادهٔ ) یک بازیکن تنیس روی میز است.